# Никола Иванов (генерал)
Вижте пояснителната страница за други личности с името Никола Иванов.
Никола Иванов Иванов е български офицер (генерал от пехотата), началник на Щаба на войската през 1894 – 1896 година и министър на войната (1896 – 1899). Командир на Втора българска армия през Балканските войни от 1912 – 1913 година. Ръководи обсадата и превземането на Одринската крепост (март 1913).

## Биография

### Произход и образование
Никола Иванов е роден на 2 март 1861 г. в Калофер. Учи в Априловската гимназия в Габрово и в Императорския лицей „Галата-Сарай“ в Цариград (1875 – 1877). Участва като доброволец в Руско-турската война (1877 – 1878). След войната, през 1878 г. постъпва в Командата на волноопределяющите се в Пловдив, а по-късно същата година и във Военното училище в София и завършва в първия випуск през 1879 г. На 10 май (22 май нов стил) 1879 г. е произведен в чин подпоручик. След това, същата година, като младши офицер (ковчежник) бива назначен в Източнорумелийската милиция, като служи в 1-ва и 2-ра пехотни пловдивски дружини. На 9 февруари 1881 г. е повишен в чин поручик. От 1882 до 1885 г. учи в Николаевската генералщабна академия в Санкт Петербург.

### Военна кариера от Сръбско-българската до Балканските войни
Никола Иванов участва в Съединението. На 9 септември 1885 година е произведен в чин капитан и със заповед №4 от същия ден е назначен за началник-щаб на Търново-Сейменския отряд. По време на Сръбско-българската война е офицер за поръчки при началника на Централната колона на Западния отряд. Участва в боевете при Пирот (14 – 15 ноември).
След войната, през 1886 година е назначен за флигел-адютант на княз Александър I Батенберг, а след това началник на Строево-инспекторското отделение във военното министерство (1887). На 1 април 1887 г. е произведен в чин майор. През 1888 г. е командир на 10-и пехотен полк, през 1889 г. е началник-щаб на 4-та бригада, а през 1890 г. на 4-ти конен полк. На 2 август 1891 г. е произведен в чин подполковник. След това е помощник-началник (1891 – 1894) и началник на Щаба на войската (10 май 1894 – 29 ноември 1896). На 12 август 1895 г. повишен в чин полковник. От 17 ноември 1896 полковник Иванов е временно управляващ Министерството на войната, а от 29 ноември същата година до 30 януари 1899 е военен министър в правителството на Константин Стоилов. Договаря връщането в българската армия на офицерите, емигрирали в Русия по време на политическата криза от 1886 – 1887 година.
Никола Иванов е командващ 4-та пехотна преславска (1899 – 1903) и 2-ра пехотна тракийска дивизия (1903 – 1907). На 15 ноември (27 ноември нов стил) 1900 е произведен в чин генерал-майор. От 1907 г. е назначен за началник на 2-ра военноинспекционна област.
На 2 август 1912 година, по случай 25-годишнината от идването си в България, цар Фердинанд произвежда 6 души генерал-майори в чин генерал-лейтенант. Иванов е един от тях. Това е първият случай в историята на Третото българско царство, когато званието генерал-лейтенант е дадено на действащи офицери. До този момент то е давано само на офицери от запаса.

### Балкански войни (1912 – 1913)
По време на Балканските войни (1912 – 1913) генерал-лейтенант Никола Иванов командва Втора българска армия, като я ръководи от септември 1912 до юли 1913 г. Той ръководи обсадата и превземането на Одринската крепост.
През Междусъюзническата война (1913) 2-ра армия, която командва той, води тежки битки срещу цялата гръцка армия (16 юни – 17 юли) от Кукуш до Горна Джумая, като на 18 юли е назначен за офицер за поръчки при Главната квартира. Сменен е от командването на 2-ра армия в края на юли 1913 г., а на 7 август 1913 г., след примирието е уволнен от армията.
По време на Първата световна война (1915 – 1918) остава в запаса. По това време се изявява като общественик и публицист. Бива избран за председател на дружеството на офицерите от запаса в София. На 6 май 1936 е произведен в генерал от пехотата.
Генерал от пехотата Никола Иванов умира на 10 септември 1940 г. в София.

## Военни звания
- Прапоршчик (10 май 1879)
- Подпоручик (1 ноември 1879, преименуван)
- Поручик (9 февруари 1881)
- Капитан (9 септември 1885)
- Майор (1 март 1887)
- Подполковник (2 август 1891)
- Полковник (12 август 1895)
- Генерал-майор (15 ноември 1900)
- Генерал-лейтенант (2 август 1912)
- Генерал от пехотата (6 май 1936)

## Награди
- Военен орден „За храброст“ II степен, 2-ри клас, IV степен
- Княжеский орден „Св. Александър“ I и II степен с брилянти
- Народен орден „За военна заслуга“ I степен
- Орден „Стара планина“ I степен с мечове, посмъртно[3]
- Руски орден „Св. Ана“ I и II степен с брилянти
- Италиански орден „Италианска корона“ I степен
- Френски орден „Почетен легион“ III степен
- Германски орден „Пруска корона“ I степен
- Австро-унгарски орден „Франц-Йосиф“ II степен
- Турски орден „Меджидие“ I степен
- Турски орден „Османие“ II степен
- Румънски орден „Румънска корона“ I степен
- Сръбски орден „Таково“ I степен
- Сръбски орден „Св. Сава“ I степен